# Nécropole de Monterozzi

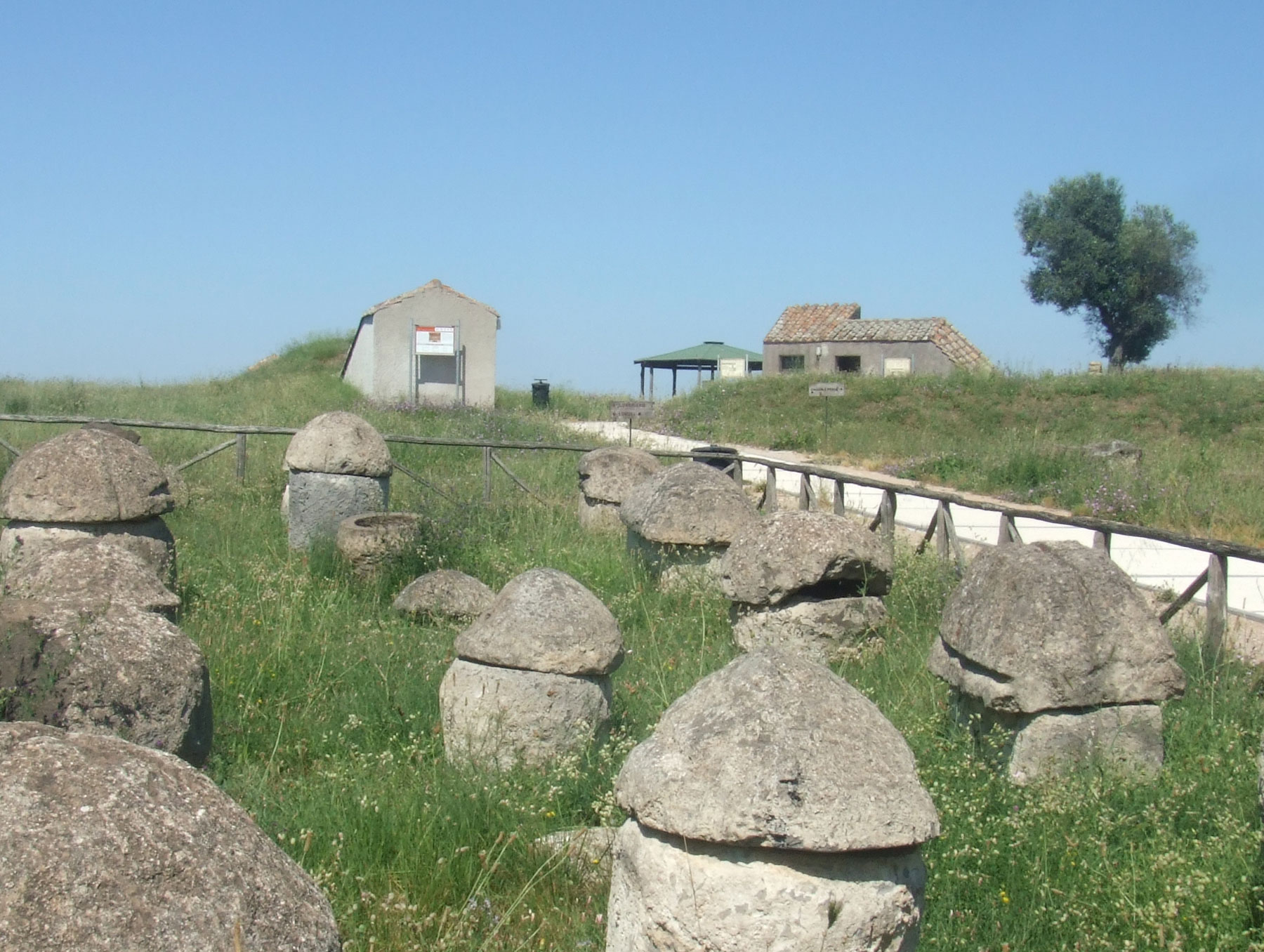
Champ d'urnes anciennes et cabanes d'accès aux tombes du site

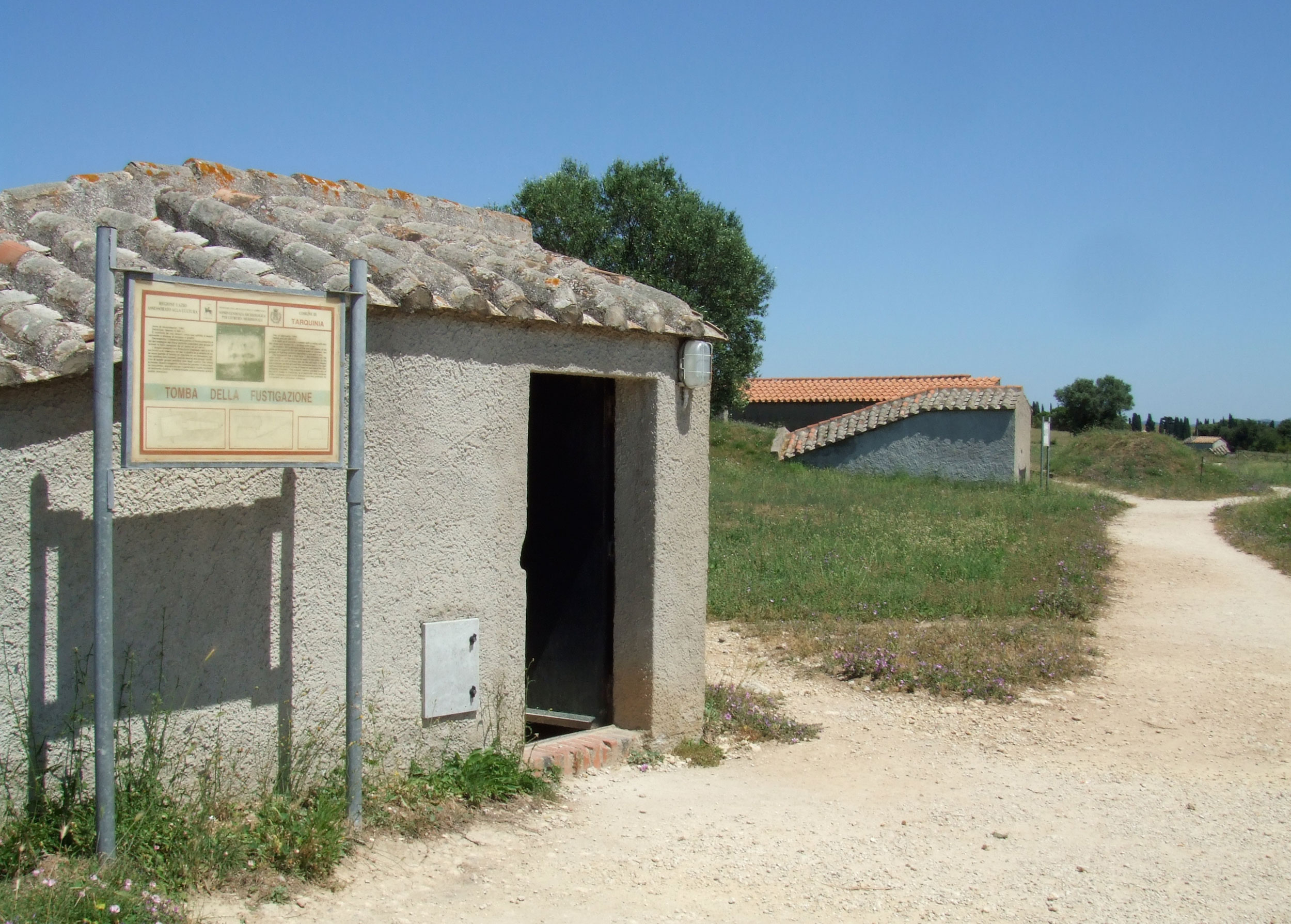
Entrée de la Tombe de la Fustigation par la cabane de surface et son panneau explicatif.

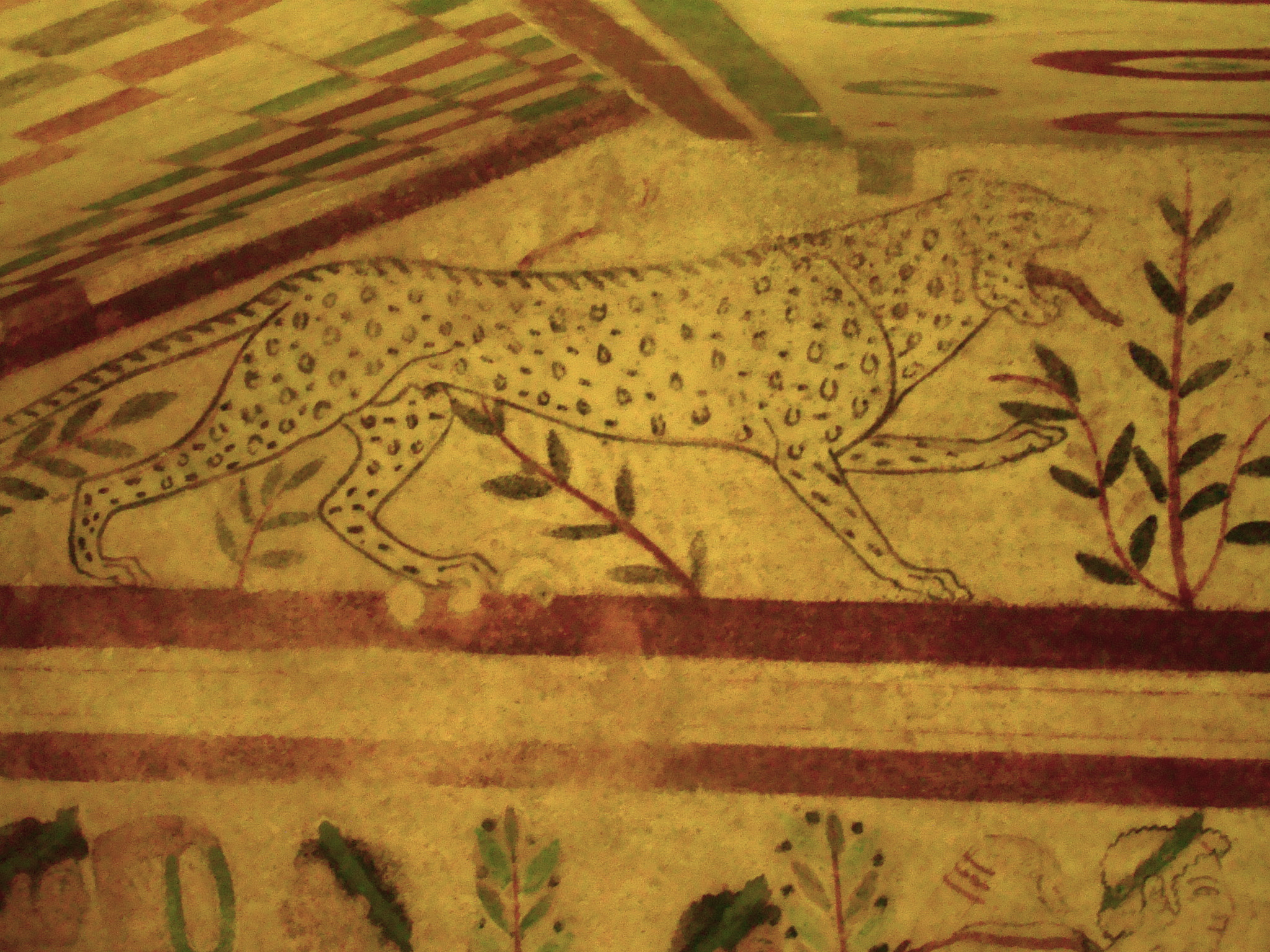
Détail de la tombe des Léopards

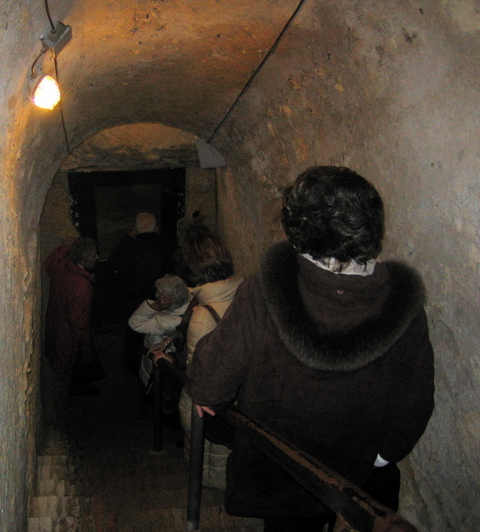
Escalier d'accès d'une des tombes

La nécropole de Monterozzi (en italien : Necropoli dei Monterozzi) est une nécropole étrusque proche de la ville de Tarquinia, en Italie. Elle a été inscrite en 2004 sur la liste du Patrimoine mondial de l'humanité établie par l'UNESCO, avec celle de Banditaccia.

## Description
Le site contient 6 000 tombes creusées dans la roche, dont sont connues 200 tombes peintes (soit 3 %, dont 50 visitables), dont les plus anciennes remontent au VIIe siècle av. J.-C.
Ce sont, en grande partie, des tombes à chambre (voûte à deux pentes et poutre faitière simulée en terracotta peinte, ne comportant qu'une seule chambre pour un couple).
La qualité des fresques donne des informations sur les rites étrusques mais aussi sur la peinture grecque, presque complètement disparue dans le monde.
La plupart de ces tombes ont été découvertes et fouillées au XVIIIe siècle, après avoir été en grande partie pillées et dégradées par les tombaroli.
Les dernières fouilles du XIXe siècle remontent à 1894, et il faut attendre 1958 pour qu'elles reprennent, avec l'invention du périscope Nistri mis en œuvre par la fondation  Carlo Maurilio Lerici, ingénieur milanais, permettant de contrôler la présence de fresques avant d'engager les travaux.
Depuis, de petits édifices individuels équipent  une vingtaine de tombes et permettent de parvenir, par un escalier descendant dans le sol, jusqu'à une porte vitrée et blindée pour admirer les tombes peintes (vides de tout mobilier funéraire).
Si le site permet d'admirer les fresques in situ dans leurs  tombes, les objets qu'elles contenaient sont conservés localement, en partie au Musée archéologique national de Tarquinia, ainsi que certaines fresques remarquables détachées et transférées dans des reconstitutions de tombes (Tombe du Navire, Tombe du Triclinium, des Biges, des Léopards, des Olympiades).

## Les peintures
Les peintures des tombes de Tarquinia témoignent d'une relation étroite avec l'art grec et l'on suppose même que dans certaines tombes, les fresques ont été conçues par des artistes grecs en adaptant le goût, la couleur, les coutumes aux traditions du peuple étrusque. Par conséquent, en dépit de l'influence grecque, les thèmes des peintures ne sont généralement pas grecs, La Tombe des Taureaux est le seul tombeau dont le thème de la peinture est un thème grec. La présence d'animaux exotiques et d'une esthétique raffinée indiquent une influence provenant d'Orient.

## Liste des principales tombes
- Tombe du Guerrier (Tomba del Guerriero)
- Tombe de la Chasse et de la Pêche (Tomba della Caccia e della Pesca)
- Tombe des Chasseurs (Tomba del Cacciatore)
- Tombe des Lionnes (Tomba delle Leonesse)
- Tombe des Augures (Tomba degli Auguri)
- Tombe des Jongleurs (Tomba dei Giocolieri)
- Tombe des Léopards (Tomba dei Leopardi)
- Tombe des Festons (Tomba dei Festoni)
- Tombe du Baron (Tomba del Barone)
- Tomba dell'Orco
- Tombe des Boucliers (Tomba degli Scudi)
- Tombe des Biges (Tomba delle Bighe)
- Tombe du Triclinium (Tomba del Triclinio)
- Tombe du Lit Mortuaire (Tomba del Letto Funebre)
- Tombe du Navire (Tomba della Nave)
- Tombe de la Fustigation (Tomba della Fustigazione)
- Tombe des Olympiades (Tomba delle Olimpiadi)
- Tombe des Taureaux (Tomba dei Tori)
- Tombe de Polichinelle (Tomba del Pulcinella)
- Tombe de la Pucelle (Tomba della Pulcella)
- Tombe des Charons (Tomba dei Caronti)
- Tombe Cardarelli (Tomba Cardarelli)
- Tombe des Bacchants (Tomba dei Baccanti)
- Tombe du Typhon (Tomba del Tifone)
- Tombe du Maître des Olympiades (Tomba del maestro delle Olimpiadi)
- Tombe des petites Fleurs (Tomba dei Fiorellini)
- Tombe de la Fleur de Lotus (Tomba del Fiore di Loto)

Parmi les autres tombes, certaines font l'objet d'études particulières, comme la 5859 :
- Enrico Capellini, Brunetto Chiarelli, Luca Sineo... « Étude biomoléculaire de restes humains de la tombe 5859 de la nécropole de Monterozzi » in Journal of archaeological science, Amsterdam : Elsevier Science, 2004, vol. 31 / 5,p.  603-612  (ISSN 0305-4403)[3]